# Jean Blaison
Jean Blaison est un géologue français, élève de Nicolas Théobald à l'Université de Besançon.

## Publications
Jean Blaison publie notamment des ouvrages, ainsi que des articles dans le Bulletin de la Société de Géologie de France.
Il crée également de nombreuses cartes géologiques.

### Ouvrages
- R. David-Henriet, Jean Blaison, A. Maillard, Y. Rangheard, Nicole Morre, Maurice Dreyfuss, Nicolas Théobald et J. Thiébaut, Annales scientifiques de l'Université de Besançon (2ème Série - Géologie, Fasc. 16 - 1962). - Etude biométrique de l'espèce Hildoceras bifrons Bruguière (Toarcien). - Zonéographie du Callovien de Blye. - La protogine de Buez (Doubs). - Hydrogéologie et possibilités de culture à la Côte française des Somalies. - Vue d'ensemble sur le Jura Franc-Comtois et sur la retombée méridionale des Vosges., 1962 (lire en ligne)
- J. Sornay, C. Beauseigneur-Carquille, Y. Rangheard, Nicolas Théobald, Jean Blaison, S. Giroud, Claude Berthomier et Michel Rossy, Annales Scientifiques de l'Université de Besançon (3e Série - Géologie, Fascicule 5 - 1968). - Sur des Ammonites du Barrémien et de l'Aptien d'Ibiza (Baléares). - Nouvelles observations sur les roches éruptives de l'île d'Ibiza (Baléares). - Tracé de la faille de la Savoureuse dans la traversée de Belfort. - La couverture triasique des Vosges dans les environs de Melisey (Haute-Saône) et dans l'angle SW de la feuille Giromagny au 50.000. - Révision des "Terebratula copiapensis" du Jurassique sakalava et définition de la nouvelle espèce T. bekodinesis. - Affinités, répartition et typologie du genre "Bouleiceras" Thevenin 1906. - Microgranites et Rhyolites de la région des Bordes (Côte-d'Or)., 1968 (lire en ligne)